# Harrison Thomas
Harrison Thomas (ur. 4 października 1990 r. w Santa Monica) – amerykański aktor filmowy i serialowy.

## Filmografia
- 2011: Locke & Key jako Sam Lesser[1]
- 2013–2014: Banshee jako Jason Hood[1]
- 2015: Other People's Children jako Eddie[1]
- 2015: 600 Millas jako Carson[1]
- 2015: Więzienny eksperyment jako Andrew Ceros[1]